# Mastigophorus nomius
Mastigophorus nomius là một loài bướm đêm trong họ Noctuidae.